# Podraz (film, 2011)
Podraz (v anglickém originále Setup) je americký akční film z roku 2011. Režisérem filmu je Mike Gunther. Hlavní role ve filmu ztvárnili 50 Cent, Bruce Willis, Ryan Phillippe, Jenna Dewanová a Randy Couture.

## Obsazení
| 50 Cent         | Sonny      |
| Bruce Willis    | Jack Biggs |
| Ryan Phillippe  | Vincent    |
| Jenna Dewanová  | Mia        |
| Randy Couture   | Petey      |
| James Remar     | William    |
| Brett Granstaff | Dave       |
| Will Yun Lee    | Joey       |